# Roberto Punčec
Roberto Punčec (* 27. Oktober 1991 in Varaždin) ist ein kroatischer Fußballspieler. Er stand bis 2017 beim deutschen Zweitligisten 1. FC Union Berlin unter Vertrag. Danach ging er zu HNK Rijeka. 

## Karriere

### Im Verein
In seiner Jugend spielte Punčec für NK Varaždin. Ab 2008 stand er im Profikader des kroatischen Erstligisten. 2011 wechselte er zum israelischen Erstligisten Maccabi Tel Aviv. Neben 14 Ligaspielen und zwei Spielen in der Meisterrunde kam er dort auch zu fünf Einsätzen in der UEFA Europa League. Im Sommer 2012 wurde er an den deutschen Zweitligisten 1. FC Union Berlin ausgeliehen und in der darauffolgenden Saison fest verpflichtet. Im Sommer 2017 lief sein Vertrag aus. Seit dem  4. Juli 2017 spielt er bei dem kroatischen Erstligisten HNK Rijeka, sein Vertrag läuft am 15. Juni 2020 aus.

### Nationalmannschaft
Punčec durchlief alle Jugendnationalmannschaften des kroatischen Fußballverbandes ab der U-16. Er nahm sowohl an der U-19-Europameisterschaft 2010 in Frankreich als auch an der U-20-Weltmeisterschaft 2011 in Kolumbien teil. Er spielte auch für die kroatische U-21-Nationalmannschaft.